# غرانت بارك (إلينوي)
غرانت بارك (بالإنجليزية: Grant Park)‏ هي منطقة سكنية تقع في الولايات المتحدة في إلينوي. يقدر عدد سكانها بـ 1,701 نسمة .

## الموقع الجغرافي
الموقع الجغرافي للمناطق المحيطة بهذه النقطة هو كالتالي:

## أعلام
- ريتشارد إل. الكسندر